# Dephomys eburneae
Dephomys eburneae is een knaagdier uit het geslacht Dephomys dat voorkomt in Ivoorkust, Liberia en mogelijk Zuidwest-Ghana. Deze soort is een ondersoort van de andere soort van het geslacht, D. defua (???).